# Florence Carlyle
Pour les articles homonymes, voir Carlyle.
Florence Carlyle (1864 – 2 mai 1923) est une peintre canadienne de portraits et de figures dans le style moderniste, connue surtout en tant que coloriste.

## Biographie
Née à Galt, en Ontario, Florence Carlyle grandit à Woodstock, Ontario, où son père, William Carlyle, est inspecteur des écoles du comté. Son grand-oncle paternel est l'historien et philosophe écossais Thomas Carlyle. Un écrivain contemporain dit que William Carlyle hérite « une grande partie de l'intelligence et de l'abstraction » de son illustre ancêtre. Mais c'est la mère de Florence Carlyle qui encourage les talents artistiques de sa fille. Un professeur d'art de New York lui donne des leçons dans un studio d'art.
En 1890, Florence Carlyle, âgée de 26 ans, surnommée « Oiseau » par sa famille et ses amis, part étudier à Paris, à l'Académie Julian avec William Bouguereau, Jules Lefebvre et Tony Robert-Fleury, ainsi qu'à l'Académie Delécluse, qu'elle découvre par hasard.
En 1893, elle expose ses peintures à la Royal Academy et, trois ans plus tard, elle rentre au Canada.
Elle travaille ensuite dans des studios, à Londres et à Woodstock (Ontario), et, en 1897, elle devient la première femme à être élue membre associée de l'Académie royale des arts du Canada[réf. nécessaire].
En 1899, elle s'installe à New York.
Elle passe les vingt dernières années de sa vie à Crowborough (Sussex, Angleterre), où, avec Julie Hastings, une amie, elle achètent un cottage, qu'elles baptisent Sweet Haws.
Florence Carlyle meurt à Crowborough, au printemps 1923. La plupart de son travail est conservé dans la collection de la Woodstock Art Gallery, en Ontario.